# Paradise Hotel (Danmark, sæson 17)
 Der er for få eller ingen kildehenvisninger i denne artikel, hvilket er et problem. Du kan hjælpe ved at angive troværdige kilder til de påstande, som fremføres i artiklen.

Paradise Hotel 2021 (sæson 17) bliver sendt tirsdag, onsdag og torsdag fra den 13. april. Den danske udgave af Paradise Hotel bliver sendt på Viaplay og Viafree
- Vært: Rikke Gøransson
- Vindere: Anne-Sofie ((200.000 kr.) og Nikolaj (0 kr.)
- Finalister: Léa (300.000 kr.)↑ og Patrick (0 kr.)
- Jury: Lukas, Ida, Monique, Jasmin, Mathias, Klaudia, Anne P, Jonas og Sinan
- Sæsonpræmiere: 13. April 2021[1]
- Sæsonens Paradise-Personlighed: Léa P. Voisin
- Vinder af mindre beløb: Léa (10.000 kr.)
- Titelmelodi: Basim - Du Gør Det Godt
- Antal afsnit: 39
- Antal deltagere: 21

## Deltagere
| Navn                            | Alder | Tjekket ind | Tjekket ud   | Fra           | Grund til udtjekning |
| ------------------------------- | ----- | ----------- | ------------ | ------------- | --- |
| Anne-Sofie Grundahl Krab        | 19    | Ep 1        | VINDER       | Haderslev     | |
| Nikolaj Hvidman Hansen          | 23    | Ep 1, 33    | Ep 24 VINDER | Aalborg       | Stemt ud blandt de andre gæster til de knuste hjerters ceremoni imod Jonas Doran og Léa P. Voisin |
| Léa P. Voisin                   | 22    | Ep 1        | FINALEN      | København     | |
| Patrick Weber                   | 21    | Ep 17       | FINALEN      | København     | |
| Lukas Tsatiris, (Jury)          | 21    | Ep 1        | Ep 39        | Brønderslev   | Ingen ønsker at ofre deres partner for at stå sammen med Lukas Tsatiris, og blev derefter selv en del af juryen |
| Ida-Marie Sørensen, (Jury)      | 20    | Ep 25       | Ep 38        | Brøndby       | Angrebsceremoni, stemt ud af juryen som den mindst værdige, og blev derefter selv en del af juryen. |
| Jamie Sørensen                  | 21    | Ep 28       | Ep 37        | Brøndby       | Parcermoni, valgt fra af Ida-Marie Sørensen til fordel for Lukas Tsatiris, fik efterfølgende chancen for at stå som kønsneutralt par og danne par med en dreng, men blev valgt fra af Lukas Tsatiris, Nikolaj Hvidman Hansen og Patrick Weber |
| Monique Kromann, (Jury)         | 27    | Ep 1, 30    | Ep 12, 37    | Odense        | Ep 12: Identitetsceremoni, stemt ud af de andre deltagere til fordel for Léa P. Voisin Ep 37: Stemt ud af de andre deltagere til fordel for Jamie Sørensen                                                                                    |
| Jasmin Victoria, (Jury)         | 22    | Ep 1        | Ep 36        | Roskilde      | Parceremoni, valgt fra af Nikolaj Hvidman Hansen til fordel for Anne-Sofie Grundahl Krab |
| Nikolai Alexander Nedergaard    | 24    | Ep 28       | Ep 35        | Viborg        | Fik brevet sidst i håndjernskæden, og blev stemt ud af de andre deltagere til fordel for Léa P. Voisin |
| Mathias Hjort Danielsen, (Jury) | 27    | Ep 21       | Ep 34        | Odense        | Blev stemt ud blandt pigerne til Fangeceremoni til fordel for Nikolaj Hvidman Hansen og Patrick Weber |
| Nicklas Busk Andreasen          | 20    | Ep 5, 33    | Ep 20, 34    | Rødovre       | Ep 20: Parcermoni, valgt fra af Jasmin Victoria til fordel for Patrick Weber Ep 34: Blev stemt ud blandt pigerne til fangeceremoni til fordel for Nikolai Hvidman Hansen og Patrick Weber                                                     |
| Klaudia Stolarczyk, (Jury)      | 20    | Ep 13       | Ep 32        | Esbjerg       | Parceremoni, valgt fra af Patrick Weber til fordel for Anne-Sofie Grundahl Krab |
| Anne Plejdrup, (Jury)           | 21    | Ep 3, 16    | Ep 16, 31    | Nykøbing Mors | Ep 16: Parceremoni, valgt fra af Sinan Türkmen til fordel for Léa P. Voisin, men fik en returbillet da det var omvendtuge Ep 31: Stemt ud af de andre deltagere til Mariachi-ceremoni, til fordel for Monique Kromann og Lukas Tsatiris       |
| Jonas Doran, (Jury)             | 27    | Ep 1        | Ep 31        | Aarhus        | Stemt ud af de andre deltagere til Mariachi-ceremoni, til fordel for Monique Kromann og Lukas Tsatiris |
| Sinan Türkmen, (Jury)           | 20    | Ep 1        | Ep 28        | København     | Parceremoni, valgt fra af Anne Sofie Grundahl Krab til fordel for Jonas Doran |
| Trine Holdgaard Skjollander     | 26    | Ep 21       | Ep 24        | Aalborg       | Stemt ud blandt de andre gæster til de knuste hjerters ceremoni, imod Jonas Doran og Léa P. Voisin |
| Emma Poulsen                    | 18    | Ep 9        | Ep 14        | Aarhus        | Omvendt stafet, fik stafetten som den sidste pige |
| Cecilie Matthiesen Toth         | 20    | Ep 7        | Ep 13        | Holstebro     | Parcermoni, valgt fra af Jonas Doran til fordel for Emma Poulsen |
| Aykut Türkmen                   | 22    | Ep 2        | Ep 8         | København     | Slangeceremoni, klarede ikke sin mission som slange. |
| Philip Olsen                    | 23    | Ep 1        | Ep 4         | København     | Parceremoni, valgt fra af Monique Kromann til fordel for Aykut Türkmen |

↑ Ved troskabstesten kom Rikke Gøransson med et twist. Hvis en af finalisterne smed kuglen før 250.000 kroner ville de resterende penge gå til et jurymedlem efter eget valg. Anne K valgte at Léa skulle have de resterende penge, hvis hun smed kuglen, Nikolaj valgte Jonas. Da Anne K smed kuglen på 200.000 kroner fik Léa dermed de resterende 300.000 kroner.

## Juryens stemmer på de to finalepar
| Jurymedlem nr. | Nikolaj og Anne K  | Léa og Patrick          |
| -------------- | ------------------ | ----------------------- |
| 1              |                    | Sinan Türkmen           |
| 2              | Anne Plejdrup      |                         |
| 3              | Ida-Marie Sørensen |                         |
| 4              | Jonas Doran        |                         |
| 5              |                    | Klaudia Stolarczyk      |
| 6              |                    | Jasmin Victoria         |
| 7              | Monique Kromann    |                         |
| 8              |                    | Mathias Hjort Danielsen |
| 9              | Lukas Tsatiris     |                         |
| Stemmer i alt  | 5                  | 4                       |